# Oberschlauersbach
Oberschlauersbach ist ein Gemeindeteil des Marktes Dietenhofen im Landkreis Ansbach (Mittelfranken, Bayern). Oberschlauersbach liegt in der Gemarkung Seubersdorf.

## Geografie
Durch das Dorf fließt der Altbach, ein linker Zufluss der Bibert. Südöstlich grenzt das Waldgebiet Lohe an. Im Nordosten liegt das Fahrenbacher Feld. Die Kreisstraße AN 26 führt nach Dietenhofen (2,2 km südwestlich) bzw. zur Staatsstraße 2245 (0,6 km nördlich). Eine Gemeindeverbindungsstraße führt nach Herpersdorf (1,4 km südöstlich).

## Geschichte
Der Ort wurde 1334 als „Obern-Slawerspach“ erstmals urkundlich erwähnt. Der zugrunde liegende Gewässername bedeutet zum Bach des Slur. Vermutlich ist der Ort eine Ausgründung von dem schon 1124 erwähnten „Slursbach“ (d. i. das heutige Unterschlauersbach), zumal Oberschlauersbach selbst gar nicht am Schlauersbach liegt. In dieser Urkunde stand, dass die Gebrüder Burkhard und Ludwig von Dietenhofen ein Gut an das Kloster Heilsbronn verkauften. In der Folgezeit erwarb das Kloster insgesamt sechs Anwesen, die im Dreißigjährigen Krieg alle abbrannten.
Gegen Ende des 18. Jahrhunderts bildete Oberschlauersbach mit Unterschlauersbach eine Realgemeinde. In Oberschlauersbach gab es 12 Anwesen. Das Hochgericht übte das brandenburg-bayreuthische Stadtvogteiamt Markt Erlbach aus. Die Dorf- und Gemeindeherrschaft hatten abwechselnd das Kastenamt Neuhof und das brandenburg-ansbachische Stadtvogteiamt Langenzenn inne. Grundherren waren das Kastenamt Neuhof (2 Höfe, 5 Güter, 1 Gütlein, 1 Haus; die Abgaben eines Gutes gingen an die Pfarrei Dietenhofen), das Landesalmosenamt der Reichsstadt Nürnberg (1 Gut) und Nürnberger Eigenherren (Scheurl von Defersdorf: 1 Gut, v. Wölckern: 1 Gut). Von 1797 bis 1810 unterstand der Ort dem Justizamt Markt Erlbach und Kammeramt Neuhof.
1810 kam Oberschlauersbach zum Königreich Bayern. Im Rahmen des Gemeindeedikts wurde es dem 1811 gebildeten Steuerdistrikt Dietenhofen und der 1813 gebildeten Ruralgemeinde Seubersdorf zugeordnet. Am 1. Januar 1970, also noch vor der Gebietsreform in Bayern, erfolgte die Eingemeindung nach Dietenhofen.

### Baudenkmäler
- Haus Nr. 1: eingeschossiges Satteldachhaus zweite Hälfte des 18. Jahrhunderts, Quaderbau, Nordgiebel Fachwerk mit K-Streben, zwei Dachgeschosse; profiliertes Holztraufgesims[11]
- Haus Nr. 2: eingeschossiges Wohnstallhaus, Fachwerkgiebel, um 1793.[12]

### Einwohnerentwicklung
| Jahr      | 001818 | 001840 | 001861 | 001871 | 001885 | 001900 | 001925 | 001950 | 001961 | 001970 | 001987 | 002005 | 002013 |
| Einwohner | 113    | 143    | 132    | 154    | 162    | 149    | 147    | 177    | 149    | 153    | 135    | 165    | 166    |
| Häuser    | 19     | 22     |        |        | 26     | 28     | 26     | 29     | 28     |        | 34     |        |        |
| Quelle    | [ 14 ] | [ 15 ] | [ 16 ] | [ 17 ] | [ 18 ] | [ 19 ] | [ 20 ] | [ 21 ] | [ 22 ] | [ 23 ] | [ 24 ] | [ 25 ] | [ 1 ]  |

## Religion
Der Ort ist seit der Reformation evangelisch-lutherisch geprägt und nach St. Andreas (Dietenhofen) gepfarrt. Die Einwohner römisch-katholischer Konfession waren ursprünglich nach Unsere Liebe Frau (Heilsbronn) gepfarrt, seit den 1980er Jahren ist die Pfarrei St. Bonifatius (Dietenhofen) zuständig.